# 陳麗華 (編劇)
陳麗華（英語：Vera Chan Lai-Wah），香港、台灣及中國大陸等地資深編劇。1980年代末離開香港電視廣播有限公司（TVB）後，為台灣電視劇制作人楊佩佩之金牌編劇。其夫是同於TVB出身之資深編劇關展博，兩人於1990年代起多以共用筆名「博華」為台灣及中國大陸等地之電視劇擔任編劇。曾入圍第26屆金鐘獎戲劇節目編劇獎，其作品亦曾榮獲電視金鐘獎最佳連續劇獎。
其編劇作品包括《上海灘》、《京華春夢》、《萬水千山總是情》、《射鵰英雄傳》、《儂本多情》、《新紮師兄》、《春去春又回》、《末代兒女情》、1999年的《花木蘭》、2019年的 《倚天屠龍記》等等。

## 經歷
陳麗華加入香港電視廣播有限公司（TVB）後，先後參與編寫多部電視劇，其中包括經典連續劇《上海灘》。後離開電視台並與其夫關展博為台灣電視制作人楊佩佩編寫多部電視劇（多為古裝武俠劇和民初時代劇），其中多部電視劇於台灣金鐘獎中入圍和獲得獎項，如《還君明珠》、《春去春又回》、《末代兒女情》、《儂本多情》、 《笑傲江湖 》等等。至今編寫多達30部電視劇；現為自由身編劇。

## 作品

### 編劇（無綫電視）
- 1980年：《上海灘》、《上海灘續集》、《京華春夢》
- 1981年：《未了情》
- 1982年：《花艇小英雄》、《男子漢》 、《萬水千山總是情》
- 1983年：《射鵰英雄傳》、《儂本多情》
- 1983年：《新紮師兄》 、《鹿鼎記》
- 1985年：《皇上保重》

### 編審（無綫電視）
- 1987年：《大運河》、《新紮師兄1988》
- 1988年：《嬴單傳奇》

### 電影編劇（邵氏兄弟）
- 1984年:《我為你狂》

### 編劇（其他）
- 1987年：《還君明珠》
- 1989年：《春去春又回》
- 1990年：《末代兒女情》（入圍最佳連續劇）
- 1991年：《碧海情天》、《江湖再見》
- 1994年：《倚天屠龍記》
- 1997年：《儂本多情》（入圍1998金鐘獎最佳連續劇）
- 1998年：《神鵰俠侶》
- 1999年：《花木蘭》 （提名2000金鐘獎最佳連續劇）
- 2000年：《笑傲江湖》（入圍2000金鐘獎最佳連續劇）
- 2001年：《青蛇與白蛇》（提名2002金鐘獎最佳連續劇）
- 2002年：《如來神掌》、《官場插班生》
- 2003年：《飛刀又見飛刀》
- 2004年：《風雲II》、《中華英雄》
- 2007年：《新還君明珠》
- 2008年：《新春去春又回》
- 2009年：《新儂本多情》
- 2019年：《倚天屠龍記》